# Basdorf
Basdorf est un hameau de la commune de Wandlitz dans le Land allemand de Brandebourg, situé à une trentaine de kilomètres au nord de Berlin.

## Culture
Le chanteur français Georges Brassens y a travaillé pendant la Seconde Guerre mondiale dans le cadre du Service du travail obligatoire (STO). Il était affecté à la fabrique de moteurs d'avions Bramo (Brandenburgische Motorenwerke), fournisseur de la Luftwaffe.
Il existe une place Georges-Brassens (Georges-Brassens-Platz) à Basdorf et la bibliothèque municipale de cette ville porte son nom.
Un album hommage à Brassens, album sorti en 2003 par René Iskin, ami de Georges Brassens, reprend des chansons écrites durant sa période dans ce camp : Retour à Basdorf. René Iskin a également écrit un livre de souvenirs sur son amitié avec Georges Brassens et l'époque du STO : Dans un camp, Basdorf 1943, Georges Brassens et moi avions 22 ans.

## Jumelage
La ville de Basdorf est jumelée avec une ville française depuis 2013 : Ballainvilliers (91160).